# Haiti na Letnich Igrzyskach Olimpijskich 2020
Haiti na Letnich Igrzyskach Olimpijskich 2020 – występ kadry sportowców reprezentujących Haiti na igrzyskach olimpijskich, które odbyły się w Tokio w Japonii, w dniach 23 lipca - 8 sierpnia 2021 roku.
Reprezentacja Haiti liczyła sześcioro zawodników - dwóch mężczyzn i cztery kobiety, którzy wystąpili w 5 dyscyplinach.
Był to siedemnasty start tego kraju na letnich igrzyskach olimpijskich.

## Reprezentanci

### Boks
| Zawodnik          | Konkurencja           | 1/16             | 1/8              | Ćwierćfinał      | Półfinał         | Finał/BM         | Finał/BM |    |
| Zawodnik          | Konkurencja           | Przeciwnik Wynik | Przeciwnik Wynik | Przeciwnik Wynik | Przeciwnik Wynik | Przeciwnik Wynik | Miejsce  |    |
| ----------------- | --------------------- | ---------------- | ---------------- | ---------------- | ---------------- | ---------------- | -------- | -- |
| Darrelle Valsaint | waga średnia mężczyzn | BYE              | Tshama W 4-1     | Bakszi P 0-5     | NQ               | NQ               | NQ       | NQ |

### Judo
| Zawodniczka     | Konkurencja     | 1/16                       | 1/8              | Ćwierćfinał      | Półfinał         | Repasaż          | Finał/BM         | Finał/BM |
| Zawodniczka     | Konkurencja     | Przeciwnik Wynik           | Przeciwnik Wynik | Przeciwnik Wynik | Przeciwnik Wynik | Przeciwnik Wynik | Przeciwnik Wynik | Miejsce  |
| --------------- | --------------- | -------------------------- | ---------------- | ---------------- | ---------------- | ---------------- | ---------------- | -------- |
| Sabiana Anestor | do 52 kg kobiet | Lewicka-Shukvani P 000-010 | NQ               | NQ               | NQ               | NQ               | NQ               | NQ       |

### Lekkoatletyka
| Zawodniczka | Konkurencja              | Runda 1 | Runda 1 | Półfinał | Półfinał | Finał | Finał   |
| Zawodniczka | Konkurencja              | Czas    | Miejsce | Czas     | Miejsce  | Czas  | Miejsce |
| ----------- | ------------------------ | ------- | ------- | -------- | -------- | ----- | ------- |
| Mulern Jean | Bieg na 100 m ppł kobiet | 12,99   | 21. q   | 13,09    | 21.      | NQ    | NQ      |

### Pływanie
Mężczyźni
| Zawodnik         | Konkurencja          | Eliminacje | Eliminacje | Półfinał | Półfinał | Finał | Finał   |
| Zawodnik         | Konkurencja          | Czas       | Miejsce    | Czas     | Miejsce  | Czas  | Miejsce |
| ---------------- | -------------------- | ---------- | ---------- | -------- | -------- | ----- | ------- |
| Davidson Vincent | 100 m st. motylkowym | 54,81      | 51.        | NQ       | NQ       | NQ    | NQ      |

Kobiety
| Zawodniczka         | Konkurencja          | Eliminacje | Eliminacje | Półfinał | Półfinał | Finał | Finał   |
| Zawodniczka         | Konkurencja          | Czas       | Miejsce    | Czas     | Miejsce  | Czas  | Miejsce |
| ------------------- | -------------------- | ---------- | ---------- | -------- | -------- | ----- | ------- |
| Emilie Grand’Pierre | 100 m st. klasycznym | 1:14,82    | 37.        | NQ       | NQ       | NQ    | NQ      |

### Taekwondo
| Zawodniczka | Konkurencja     | 1/8              | Ćwierćfinał      | Półfinał         | Repasaż          | Finał/BM         | Finał/BM |
| Zawodniczka | Konkurencja     | Przeciwnik Wynik | Przeciwnik Wynik | Przeciwnik Wynik | Przeciwnik Wynik | Przeciwnik Wynik | Miejsce  |
| ----------- | --------------- | ---------------- | ---------------- | ---------------- | ---------------- | ---------------- | -------- |
| Lauren Lee  | do 67 kg kobiet | Jelić P 2-22     | NQ               | NQ               | Titoneli P 5-26  | NQ               | NQ       |